# Théorème du bicommutant de von Neumann
Le théorème du bicommutant de von Neumann est un théorème d'analyse fonctionnelle qui établit un lien entre l'adhérence d'un ensemble d'opérateurs linéaires bornés sur un espace de Hilbert dans certaines topologies et le bicommutant de cet ensemble. Il s'agit donc d'une connexion entre les aspects algébriques et topologiques de la théorie des opérateurs.
L'énoncé formel du théorème est le suivant. Soit {\displaystyle A} une algèbre d'opérateurs (linéaires) bornés sur un espace de Hilbert, contenant l'opérateur identité et fermée par passage à l'adjoint. Alors les adhérences de {\displaystyle A} pour la topologie faible des opérateurs (en) et pour la topologie forte des opérateurs (en)(à ne pas confondre avec la topologie faible et la topologie forte) sont toutes deux égales au bicommutant {\displaystyle A''} de {\displaystyle A}. Cette algèbre est l'algèbre de von Neumann engendrée par {\displaystyle A}.
On peut définir plusieurs autres topologies sur l'espace des opérateurs bornés, et l'on peut se demander quelles sont les algèbres involutives qui sont fermées pour ces topologies. Si A est fermée pour la topologie de la norme, alors c'est une C*-algèbre mais pas nécessairement une algèbre de von Neumann. Pour la plupart des autres topologies habituelles, les *-algèbres fermées contenant l'unité sont encore des algèbres de von Neumann ; c'est notamment le cas pour la topologie faible des opérateurs, la forte, l'*-forte et pour les topologies ultrafaible (en), ultraforte (en) et *-ultraforte.